# Chato murciano
El chato murciano es una raza autóctona española de cerdo de pelaje negro propia de la Región de Murcia y el sur de la Comunidad Valenciana, en fase de recuperación. En la década de 1950 estuvo a punto de desaparecer por la introducción de nuevas razas de cerdo en la región, como la landrace, la large white o la duroc. 

## Cría
El chato murciano constituía una muy valorada reserva de proteínas y grasas para las familias huertanas dedicadas a la economía de subsistencia, por lo que normalmente se alimentaba con desperdicios vegetales no valorados para el consumo humano que generaba la propia huerta.